# 托拉 (南科西嘉省)
托拉（法語：Tolla，法語發音：[tɔla]）是法国南科西嘉省的一个市镇，属于阿雅克肖区。

## 地理
托拉（41°58'31"N, 8°58'20"E）面积25.45 平方千米，位于法国南科西嘉省，该省份位于科西嘉南部，后者为地中海西部的一座岛屿，也是法国的一个单一领土集体，位于法国大陆部分的东南面，意大利半島的西面，最临近的地块是撒丁岛。
与托拉接壤的市镇（或旧市镇、城区）包括：巴斯泰利卡、库托利-科尔蒂基亚托、奥卡纳。

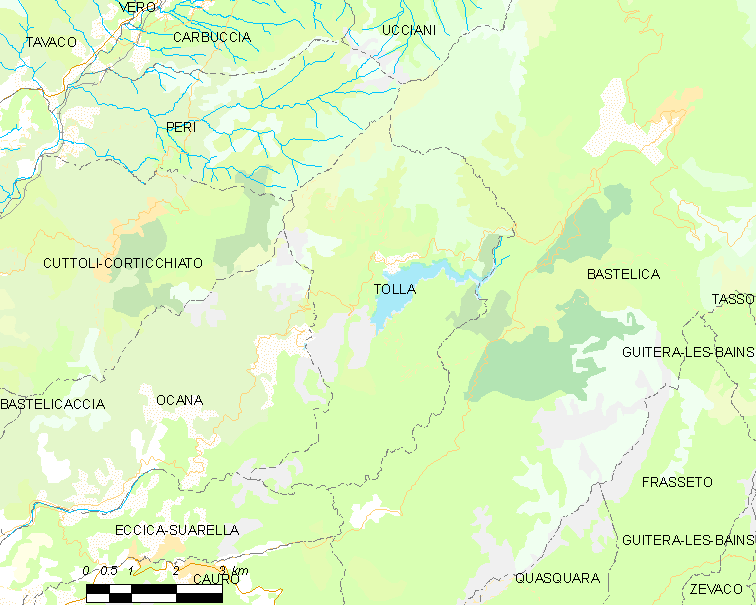
的OSM定位图

托拉的时区为UTC+01:00、UTC+02:00（夏令时）。

## 行政
托拉的邮政编码为20117，INSEE市镇编码为2A326。

## 政治
托拉所属的省级选区为格拉诺瓦-普鲁内利县。

## 人口

1962-2008年间人口变化图示

托拉于2022年1月1日时的人口数量为121人。